# Importurile gri de vehicule
Importurile gri de vehicule se referă la importurile legale de automobile noi sau uzate și motociclete din altă țări, prin alte căi decât sistemul oficial de distribuție al producătorului. Uneori mai este folosit termenul sinonim de import paralel.